# Koldo Gil
Pour les articles homonymes, voir Pérez.
Gil  Pérez est un nom espagnol. Le premier nom de famille, en général paternel, est Gil ; le second, en général maternel, souvent omis, est Pérez.
Koldo Gil Pérez (né le 16 janvier 1978 à Pampelune) est un coureur cycliste espagnol, professionnel de 2001 à 2008.

## Palmarès

### Palmarès amateur
- 1997
  - Tour de Ségovie
- 1998
  - 2e du championnat du Pays basque sur route espoirs
- 1999
  - Gran Premio Txakain
  - Tour de Palencia :
    - Classement général
    - 3e étape

  - 2e de la Subida a Gorla
  - 2e du Gurutze Deuna Saria
  - 3e du Trofeo Javier Luquin
- 2000
  - Premio San Prudencio
  - Tour de la Bidassoa
  - 4e étape du Tour de Navarre
  - San Roman Saria
  - Premio Abárzuza

### Palmarès professionnel
| - 2002 - 3e étape du Tour de La Rioja - 2003 - 1re étape du Tour de Catalogne (contre-la-montre par équipes) - 3e du Tour de Catalogne - 3e du GP Llodio - 2004 - Classement général du Tour de Castille-et-León - 2005 - Classement général du Tour de Murcie - 7e étape du Tour d'Italie - 6e du Tour de Suisse - 2006 - Bicyclette basque : - Classement général - 1re et 4eb (contre-la-montre) étapes - 6e étape du Tour de Suisse - 2e du Tour de Suisse - 3e du GP Llodio - 8e de la Flèche wallonne | - 2007 - Classement général du Tour des Asturies - Subida al Naranco - 2e du Tour de Castille-et-León - 10e du Tour du Pays basque - 2008 - 3e étape du Trophée Joaquim Agostinho - 2e de la Subida al Naranco |

## Résultats sur les grands tours

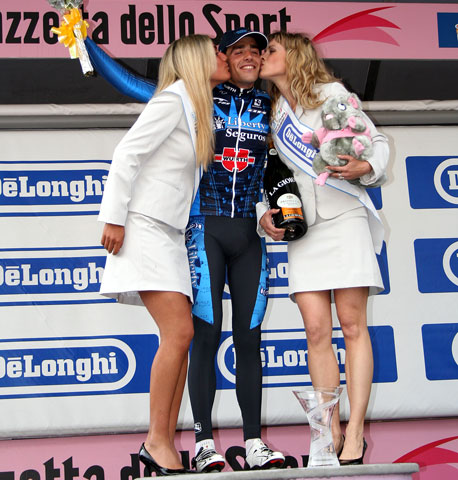
Koldo Gil lors de sa victoire d'étape au Tour d'Italie 2005

### Tour d'Italie
1 participation
- 2005 : abandon (16e étape), vainqueur de la 7e étape

### Tour d'Espagne
1 participation
- 2004 : 61e

## Classements mondiaux
| Année              | 2005 | 2006 | 2007 | 2008 |
| ------------------ | ---- | ---- | ---- | ---- |
| Classement ProTour | 92e  | 52e  | 179e |      |
| UCI Europe Tour    |      |      |      | 79e  |